# Coxilha de Santa Ana
A Coxilha de Santa Ana é a ramificação ao sudeste da Coxilha Negra, no nordeste do departamento de Rivera, que marca o limite interior entre Uruguai e Brasil. Nele, se segue o critério da divisória de águas, a exceção da reta convencional na cidade de Rivera (Uruguai). Faz parte da escarpa basáltica norte e da peneplanície sedimentar. Conta com inclinações suaves, localmente pronunciadas em cerros chatos isolados. Supera os 280 m de altitude em seu setor nordeste.  